# Viasat 3
Viasat 3 – węgierski kanał telewizyjny. Został uruchomiony w 2000 roku. Od 2015 roku należy do Sony Pictures Television, natomiast wcześniejszym jego właścicielem była grupa Modern Times Group.